# Eocarcinoidea
Eocarcinoidea é uma superfamília fóssil de crustáceos decápodes que foi inicialmente considerada como representativa dos primeiros Brachyura (verdadeiros caranguejos), mas que actualmente é considerada como integrando os mais antigos membros da infraordem Anomura que se conhecem.

## Descrição
São conhecidas apenas duas espécies, cada uma delas considerada representativa de uma família diferente: Eocarcinus praecursor (Eocarcinidae) e Platykotta akaina (Platykottidae).